# Sosj
Sosj (russisk, hviderussisk og ukrainsk: Сож, tr. Sosj) er en flod i Smolensk oblast i Rusland, i Mahiljow voblast og Homel voblast i Hviderusland samt Tjernihiv oblast i Ukraine. Den er en venstre biflod til Dnepr og er 648 km lang med et afvandingsareal på 42.100 km² og en middelvandføring på 207 m³/s.
Sosj løber gennem Homel, den næststørste by i Hviderusland. I Korma krydses af Sosj af en pontonbro og en stålbro i Homel. Et billede af broen i Homel er på et hviderussisk frimærke til 300 rubler.

## Etymologi
Flodens navn Sosj (russisk: Сожь), fra gammel østslavisk Съжь, har tidligere været anset for at have baltiske eller finske rødder, det betragtes imidlertid for utilfredsstillende underbygget, og V. A. Sjutjkevitj har foreslået, at navnet stammer fra gamle russiske/hviderussiske sosjsj (сожжь), der betyder afbrændte dele af en skov forberedt til pløjning, som har paralleller til andre stednavne.

## Løb
Sosj er den næstmest vandførende venstre biflod til Dnepr. Den udspringer fra Smolenskhøjene i Smolensk rajon (Smolensk oblast), 12 km syd for Smolensk og løber gennem de to hviderussiske voblaster Mahiljow og Homel, hvor den krydser forskellige områder af glacialegeomorfologisk oprindelse. Efter udmundingen af adskillige bifloder løber Sosj i en floddal med tre flodterrasser. Flodalen er over en stor strækning tydeligt trapezformet og er 20-30 m dyb. I Krytjaw rajon er floddalens bredde 1,5-3 km, ved sammenløbet med bifloden Ostser er bredden 5 km. Efter sammenløbet med floden Besed løber Sosj ind i hviderussisk polesien. Flodbrinkene er blide og moderat stejle med en højde på 15-25 m, præget af biflodernes slugter, kløfter og dale. Bredden af floden nedstrøms er 230 m og dybde op til 5-6 m. I Homel er vandføringen mere end 200 km³/sek, og vandet er kendt for sin høje renhed. Sosj udmunder i Dnepr ved Lojew, tæt på grænsen til Ukraine, udmundingen er meget bred (ca. 10 km) og sumpet.

## Historie
I 900-tallet levede den slaviske stamme Radimitji langs Sosj og menes at have lagt grunden til Homel by, der første gangt omtales 1142. Radimitji-stammen drev landbrug, opdræt af kvæg og fiskeri. Homel udviklede sig snart til en flodhavn, og var en vigtig by i Kijevriget, senere i den polsk-litauiske realunion og det Russiske Kejserrige.
Ved udgravninger er der fundet rester af en båd fra ældste stenalder ved Sosj. Resterne af panteistisk tempel dateret til 3. og 4. århundrede er udgravet i bankerne ved Haradok ved Sosj. Templer anses for opført af baltere. Et andet ældste stenalders fundsted på bakken ved landsbyen Berdizh. Rester af Uldhåret mammut (Mammuthus primigenius) er fundet ved Sosj.

## Bifloder
Sosj har et stort antal bifloder, de længste er Pronja (172 km), Ostjor (274 km), Besed (261 km) og Iput (437 km).
| Bifloder til Sosj mere end 30 km lange, listet nedstrøms | Bifloder til Sosj mere end 30 km lange, listet nedstrøms | Bifloder til Sosj mere end 30 km lange, listet nedstrøms      | Bifloder til Sosj mere end 30 km lange, listet nedstrøms | Bifloder til Sosj mere end 30 km lange, listet nedstrøms | Bifloder til Sosj mere end 30 km lange, listet nedstrøms |
| Venstre biflod                                           | længde (km)                                              | afvandingsområde                                              | Højre biflod                                             | længde (km)                                              | afvandingsområde                                         |
| -------------------------------------------------------- | -------------------------------------------------------- | ------------------------------------------------------------- | -------------------------------------------------------- | -------------------------------------------------------- | -------------------------------------------------------- |
| Khmara                                                   | 82                                                       | Smolensk oblast                                               | Vikhra                                                   | 158                                                      | Smolensk oblast Mahiljow voblast                         |
| Berezina                                                 | 31                                                       | Smolensk oblast                                               | Tjornaja Natopa                                          | 49                                                       | Mahiljow voblast                                         |
| Sosjenka                                                 | 44                                                       | Smolensk oblast                                               | Pronja                                                   | 172                                                      | Mahiljow voblast Vitebsk voblast                         |
| Ostjor                                                   | 274                                                      | Smolensk oblast Mahiljow voblast                              | Kosoljanka                                               | 34                                                       | Homel voblast                                            |
| Besed                                                    | 261                                                      | Smolensk oblast Brjansk oblast Mahiljow voblast Homel voblast | Tjetjora                                                 | 56                                                       | Homel voblast                                            |
| Iput                                                     | 437                                                      | Smolensk oblast Brjansk oblast Mahiljow voblast Homel voblast | Uza                                                      | 76                                                       | Homel voblast                                            |
| Ut                                                       | 75                                                       | Homel voblast                                                 |                                                          |                                                          |                                                          |
| Terjukha                                                 | 57                                                       | Tjernihiv oblast Homel voblast                                |                                                          |                                                          |                                                          |

## Kommercielt brug af Sosj
Udvasket i Smolensk oblast fører Sosj fosfat med sig og aflejrer det så langt som til byerne Krytjaw og Klimavitjy i Hviderusland. Mange byggematerialer, såsom kridt, ler, sand og grus aflejres også af floden, der har mange mineralvandskilder. Sozh er en af de to vigtigste floder Mahiljow voblast. I Smolensk oblast var floden afgørende for handelen i den tidlige del af 1900-tallet, der primært bestod af papir, olie, søm, mel, glas, og tændstikker. Handelen var i hovedsagen kontrolleret af den store jødiske befolkning i området. Den sejlbare del af Sosj er 373 km lang. Før anden verdenskrig var der en række sluser på Sosj, der blev ødelagt under krigen.

### Byer ved Sosj
Den største by ved Sosj er Homel med 527.691 indbyggere, der ligger på flodens højre bred.
| Byer langs Sosj med mere end 5.000 indbyggere. | Byer langs Sosj med mere end 5.000 indbyggere. | Byer langs Sosj med mere end 5.000 indbyggere. |
| By                                             | indbyggere                                     | region                                         |
| ---------------------------------------------- | ---------------------------------------------- | ---------------------------------------------- |
| Krytjaw                                        | 26.531                                         | Mahiljow voblast                               |
| Tjerykaw                                       | 8.184                                          | Mahiljow voblast                               |
| Slawharad                                      | 7.725                                          | Homel voblast                                  |
| Tjatjersk                                      | 8.060                                          | Homel voblast                                  |
| Vetka                                          | 7.927                                          | Homel voblast                                  |
| Homel                                          | 527.691                                        | Homel voblast                                  |